# Castillo de Dubno
El castillo Dubno (en ucraniano: Дубенський замок), es un fortín situado en Dubno, Ucrania.

## Historia
La edificación fue fundada en 1492 por el príncipe lituano Konstantin Ostrogski en un promontorio sobre el río Ikva, no lejos de la antigua fortaleza rutena de Dubno, Volhynia.
El Príncipe Janusz Ostrogski, el último de su familia, llevó a cabo reformas importantes en el castillo, en el siglo XVII. Hizo uso del "estilo italiano" para la fortificación, en busca de transformarla y ser una de las mejores edificaciones de la región. Es el único castillo que presenta un hornabeque. Durante la rebelión de Jmelnitski, cerca del castillo, fue el escenario de intensos combates, algunos de ellos reseñados por Nikolai Gogol en la novela Taras Bulba (1835).
En el siglo XVIII Dubno perdió su importancia militar. Algunas de las fortificaciones dieron paso a un palacio rectangular de dos plantas, en la década de 1780 por el príncipe Stanislaw Lubomirski. La distribución interior del palacio y el diseño no sobrevivieron a la Primera Guerra Mundial. Después de que los Lubomirskis vendieran su residencia en 1871, el castillo fue sometido a una nueva campaña de remodelación. Se llevó a cabo una guarnición militar notable de los Cuerpos de Frontera de Defensa. La antigua barbacana se transformó en una prisión a mediados de la década de 1920, donde unos 550 prisioneros fueron ejecutados por la NKVD en 1941.